# Euphyciodes albotessulalis
Euphyciodes albotessulalis là một loài bướm đêm trong họ Crambidae.